# St. Remigius (Mesenich)

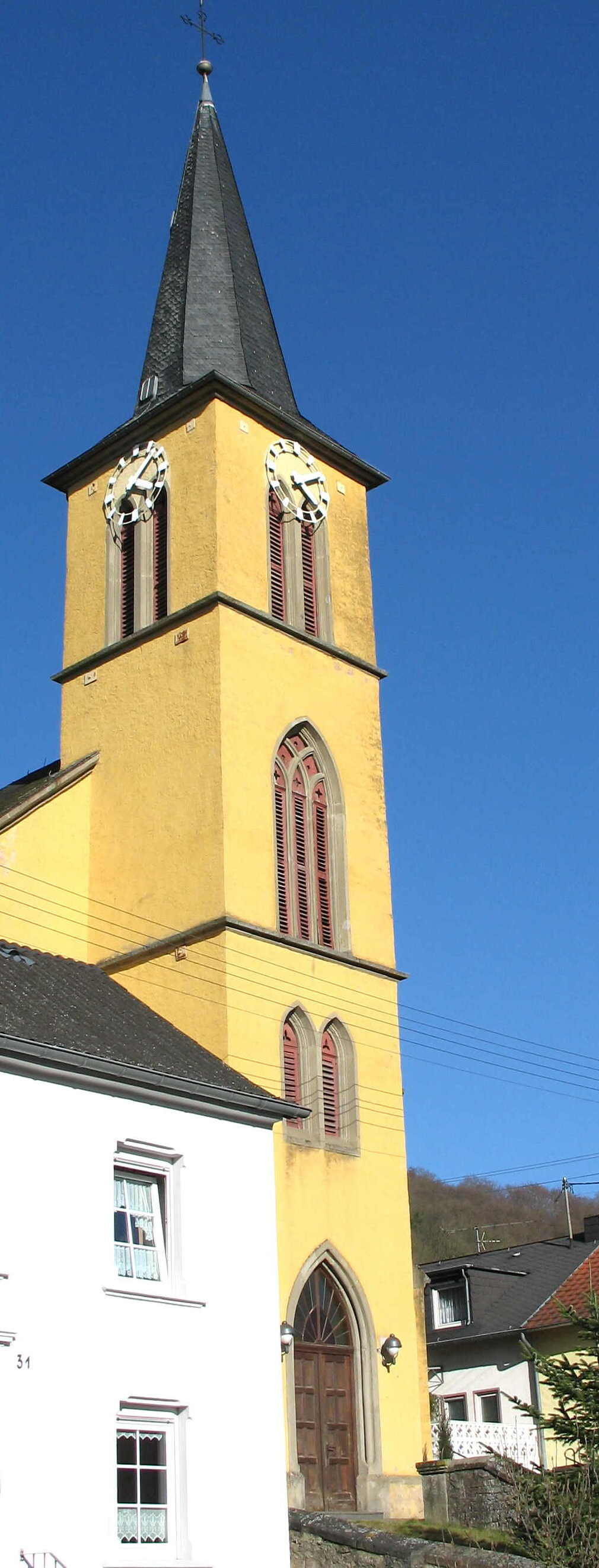
Kirchturm von St. Remigius

Die Kirche St. Remigius ist die römisch-katholische Pfarrkirche des Ortsteils Mesenich der Ortsgemeinde Langsur im Landkreis Trier-Saarburg (Rheinland-Pfalz). Das Gebäude steht unter Denkmalschutz.

## Geschichte
Erbaut wurde St. Remigius in den Jahren 1857 bis 1859 nach Plänen des Trierer Kommunalbaumeisters Johann Baptist Bingler. Wegen schwerer Bauschäden beschloss der Kirchengemeinderat am 20. April 2022 den Verkauf der Kirche.

## Architektur
Der schlichte Saalbau im neugotischen Stil  besitzt einen eingezogenen Chor auf der Ostseite und einen quadratischen Westturm, über dessen spitzbogiges Portal man das Langhaus betritt.

## Kirchengemeinde
Mesenich ist Pfarrort, Metzdorf mit Kemperborn (Hof) und Grewenich sind Filialorte. Mesenich hatte wohl schon eine Pfarrkirche, als Propst Meffried von St. Paulin in Trier 1227 seinem Stift eine Kirche im Ort übergab. 1231 bestätigte Papst Gregor IX. diese Inkorporation, die bis zum Ende des 18. Jahrhunderts bestehen blieb. Im Jahr 1800 gehörten zur Pfarrei, die damals wie stets vorher dem Landkapitel Bitburg eingegliedert war, die Gemeinden Mesenich-Foedelich, Metzdorf, Mörsdorf und Grevenich. Von 1802 bis 1817 unterstand Mesenich mit Foedelich und Grevenich dem Bischof von Metz. Mörsdorf schied 1807 für immer aus dem Pfarrverband Mesenich aus, Metzdorf kam 1803–1821 zu Trierweiler im Bistum Trier, wurde aber am 4. Juni 1810 dem Pfarrer von Mesenich (damals Bistum Metz) zur Verwaltung übertragen und kam nach 1821 dorthin zurück. 
Mesenich gehörte zum Dekanat Irrel, kam dann mit Wirkung vom 15. Dezember 1970 zum Dekanat Welschbillig und ab dem 1. April 2004 zum neuerrichteten Dekanat Schweich-Welschbillig. Mit Wirkung vom 1. Juli 2007 erfolgte die Gründung der Seelsorgeeinheit Ralingen St. Martin mit den Pfarreien Mesenich, Edingen, Wintersdorf und Langsur. Im Rahmen des neuen Strukturplanes gehört die weiterhin eigenständige Pfarrei Mesenich St. Remigius seit dem 1. September 2011 gemeinsam mit den Pfarreien Igel, Liersberg, Langsur, Ralingen, Edingen, Wintersdorf und Trierweiler zur Pfarreiengemeinschaft Trierweiler.